# Ель-Фаюм (губернаторство)
Ель-Фаю́м (араб. بني سويف‎) — губернаторство (мухафаза) в Арабській Республіці Єгипет. Адміністративний центр — місто Фаюм.
Населення — 2 511 027 осіб (2006).

## Найбільші міста
| № | Місто         | Населення, осіб (2006) |
| - | ------------- | ---------------------- |
| 1 | Фаюм          | 315 940                |
| 2 | Сіннуріс      | 82 148                 |
| 3 | Ібшавей       | 54 853                 |
| 4 | Тамія         | 49 385                 |
| 5 | Ітса          | 47 189                 |
| 6 | Юсуф-ес-Сідік | 15 660                 |